# Hårcellsleukemi
Hårcellsleukemi (HCL) är en form av mogen B-cellsneoplasi som involverar benmärg, blod och mjälte. Den är ovanlig och bara 2 % av dem som får leukemi får denna form. Symptomen består bland annat av ökad infektionskänslighet, anemi och ökad blödningsbenägenhet. Oftast är mjälten förstorad (splenomegali). Sjukdomen kan identifieras genom att vita blodkroppar har utskott som ser ut som hår, därav namnet. Celler med hårliknande utskott kan dock även förekomma vid andra typer av lymfom varför ytterligare undersökningar som exempelvis flödescytometri och analys av specifika mutationer rekommenderas för att ställa korrekt diagnos. Utsikterna för en person som har HCL att överleva är mycket goda.  